# باقر اسدی
باقر اسدی دیپلمات وزارت امور خارجه  جمهوری اسلامی ایران است که در سمت‌هایی همچون سفارت ایران در سازمان ملل متحد (سالهای ۱۹۹۷ تا ۲۰۰۲)، ریاست گروه ۷۷ (سال ۲۰۰۱)، ریاست کمیته دوم پنجاه و سومین مجمع عمومی سازمان ملل متحد (سالهای ۱۹۹۸ تا ۱۹۹۹)، ریاست اجلاس سی و هشتم کمیته برنامه‌ریزی و هماهنگی سازمان ملل متحد (سالهای ۱۹۹۸ تا ۱۹۹۹)، ریاست مشترک گروه بین الدولی در امور جنگل مربوط به سازمان ملل متحد (سالهای ۱۹۹۷ تا ۲۰۰۰)، ریاست گروه مشورتی غیر رسمی اکوسوک (سال ۲۰۰۰) فعالیت داشته‌است. وی همچنین از سوی کوفی عنان به عضویت در «United Nations secretary general's panel on civil society» منصوب گردیده بود.
جرس دیدگاههای وی را نزدیک به اصلاح طلبان می داند. او در مقاله‌ای با عنوان The Battle for Iran's Future در روزنامه نیویورک تایمز در سال ۲۰۰۴ به بیان دیدگاههای خود پیرامون آینده ایران در صورت به قدرت رسیدن اصولگرایان تندرو پرداخته بود.
سایت جرس در اردیبهشت ۱۳۹۲ مدعی شدند که وی از چندی قبل تر از آن بازداشت شده‌است.
وزارت امور خارجه ایران در ۱۲ اردیبهشت ماه خبر دستگیری وی را تأیید کرد.
وزیر امور خارجه ایران نیز  گفت:«باعث تاسف است که در مورد جناب آقای باقر اسدی به عنوان یکی از کارشناسان بسیار زبده و ارزشی وزارت خارجه که پیشینه خوبی دارند و ما جز تلاش برای تامین منافع کشور از ایشان چیزی ندیده‌ایم، سوءتفاهمی پیش آمده است که امیدواریم این سوءتفاهم برطرف شود.»
اسدی در تاریخ ۲۴ تیر ۱۳۹۲ با قرار وثیقه از زندان اوین آزاد شد. علت بازداشت وی همچنان نامشخص است.